# ذي بلان (السدة)

تعديل مصدري - تعديل

ذي بلان هي إحدى قرى عزلة وادي حجاج بمديرية السدة التابعة لمحافظة إب، بلغ تعداد سكانها 244 نسمة حسب تعداد اليمن لعام 2004.